# Ceroctena phasianus
Ceroctena phasianus är en fjärilsart som beskrevs av Walker 1856. Ceroctena phasianus ingår i släktet Ceroctena och familjen nattflyn. Inga underarter finns listade i Catalogue of Life.